# Soulosse-sous-Saint-Élophe
 Soulosse-sous-Saint-Élophe  es una población y comuna francesa, en la región de Lorena, departamento de Vosgos, en el distrito de Neufchâteau y cantón de Coussey.

## Demografía
| 363 | 342 | 426 | 520 | 555 | 558 |
| Para los censos de 1962 a 1999 la población legal corresponde a la población sin duplicidades (Fuente: INSEE [Consultar]) |     |     |     |     |     |